# Monument aux morts de Loures-Barousse
 (juin 2025).
Si vous disposez d'ouvrages ou d'articles de référence ou si vous connaissez des sites web de qualité traitant du thème abordé ici, merci de compléter l'article en donnant les références utiles à sa vérifiabilité et en les liant à la section « Notes et références ».
Le monument aux morts de Loures-Barousse (Hautes-Pyrénées, France) est consacré aux soldats de la commune morts lors des conflits du XXe siècle.

## Historique
En 2023 la statue est repeinte à la suite d'une initiative citoyenne.

## Situation
Le monument est situé sur la place du village à côté de l’église Saint-Roch.

## Description
Le monument, se compose d'un piédestal, reposant sur un socle de 3 marches sur lequel se dresse la statue du Poilu au repos en fonte ciselée bronze patiné, œuvre du sculpteur Étienne Camus et réalisé par les Établissements Jacomet de Villedieu (Vaucluse)
Il se tient debout, les mains sur le canon de son fusil, dont la crosse repose à terre, orientée parallèlement à ses pieds. Il vêtu de son uniforme : casque, manteau, pantalon et bandes molletières. Il porte une décoration à son revers. Son visage est muni d'une moustache ; il regarde droit devant lui. Son pied gauche est légèrement avancé. Sa main gauche repose sur sa main droite.

## Galerie

Sélection de vues du monument aux morts municipal.
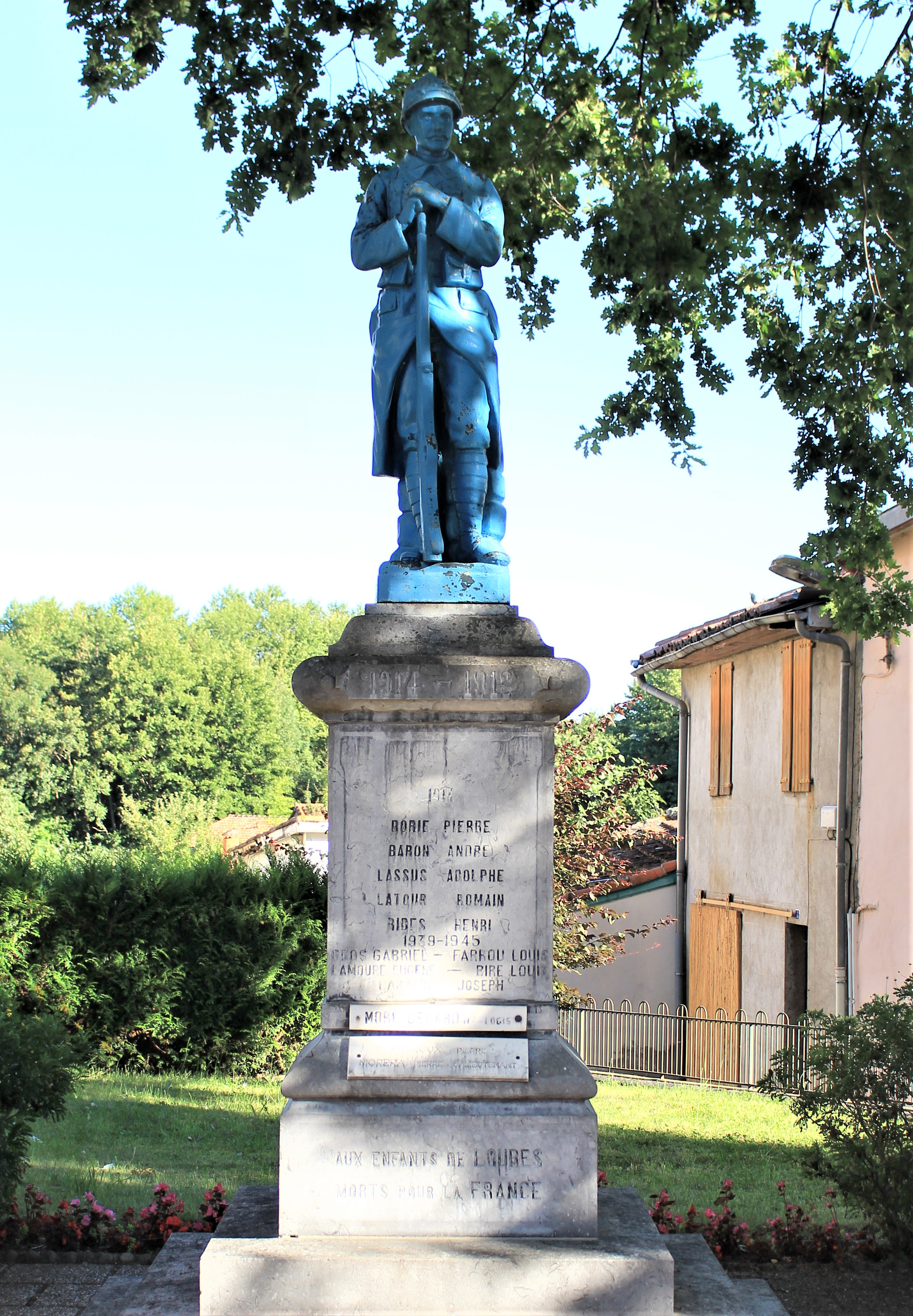
Le monument.
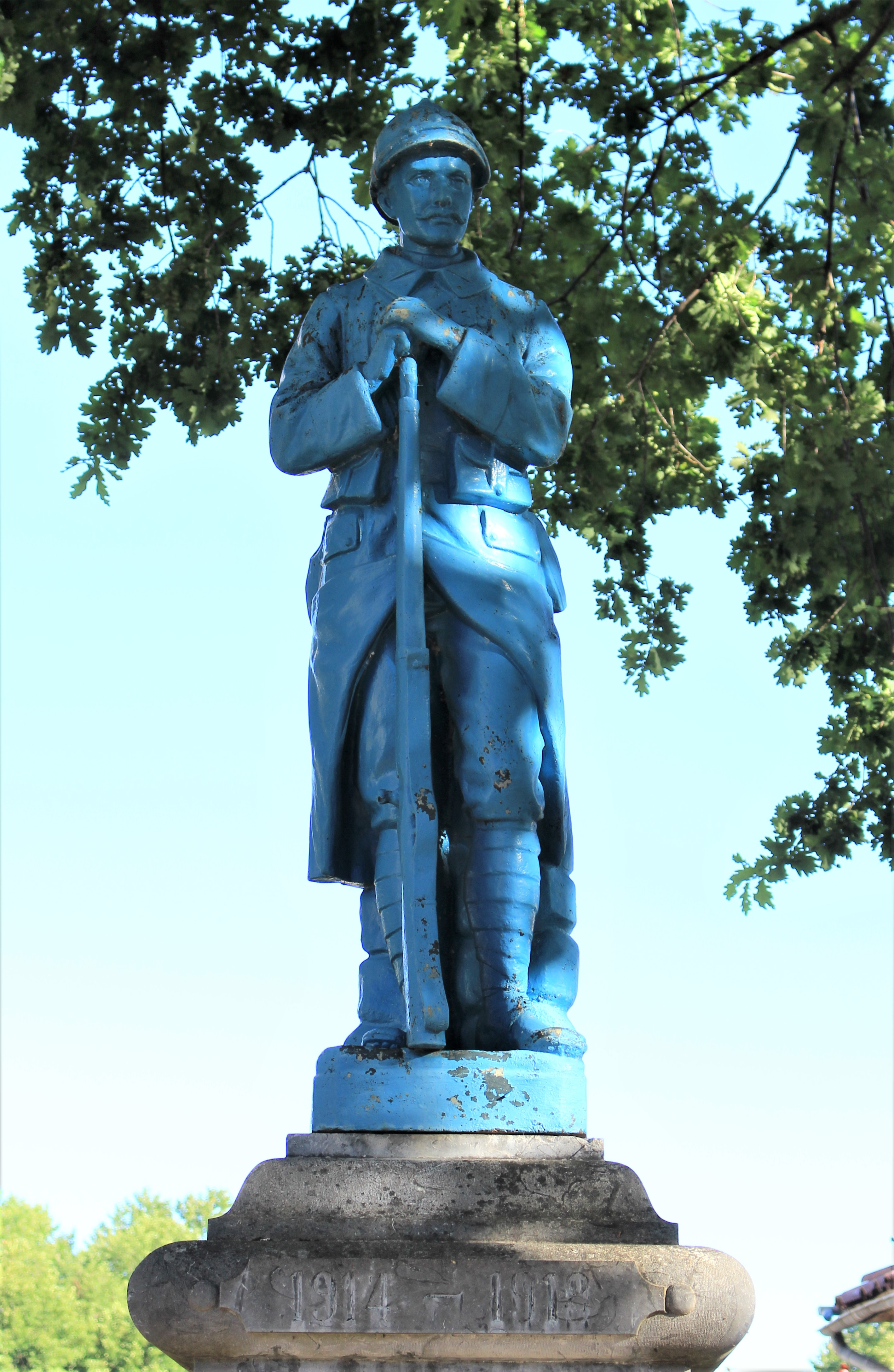
Le poilu.
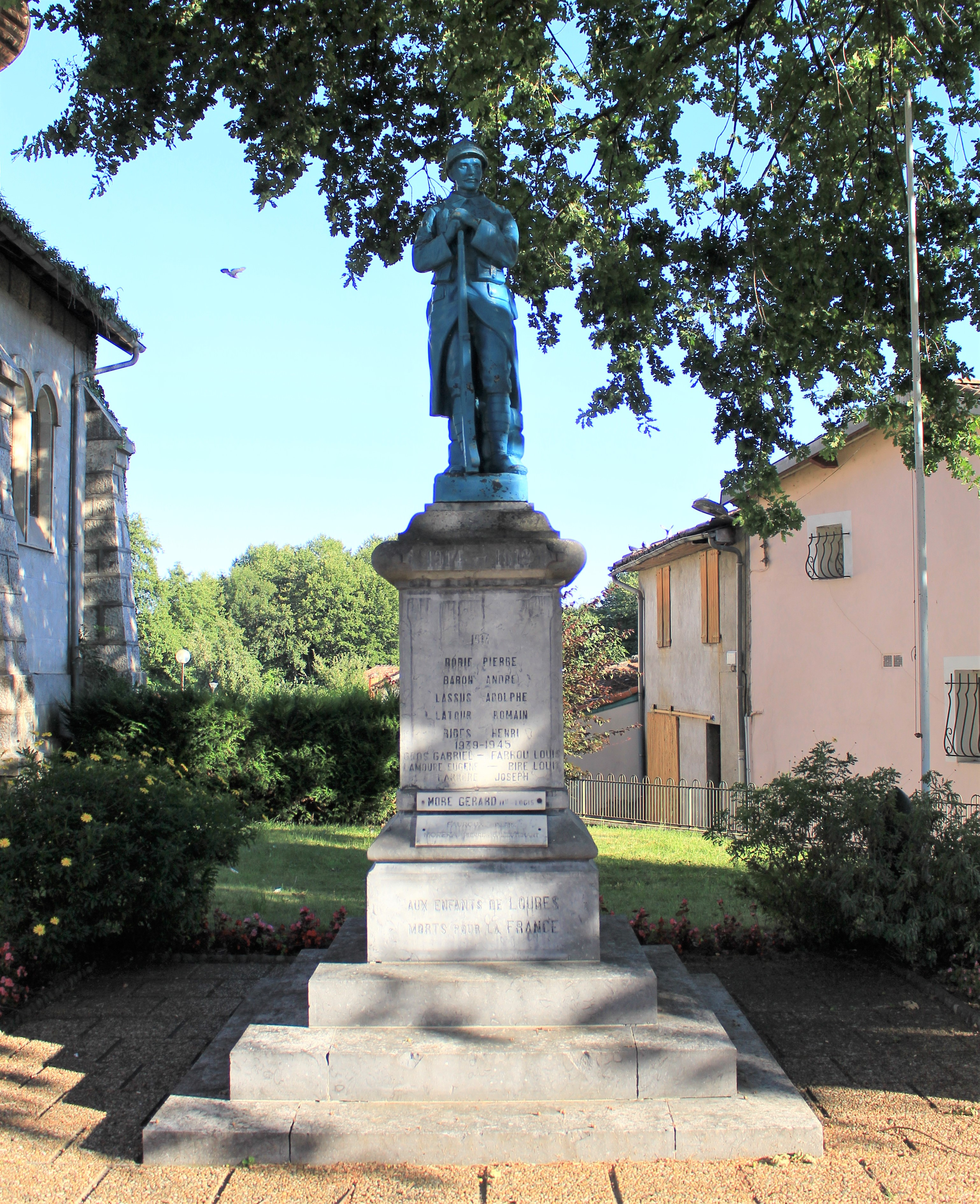